# Niphona arrogans
Niphona arrogans är en skalbaggsart som beskrevs av Francis Polkinghorne Pascoe 1862. Niphona arrogans ingår i släktet Niphona och familjen långhorningar.
Artens utbredningsområde är Sarawak. Utöver nominatformen finns också underarten N. a. philippinensis.